# Вишні Ружбахи
Вишні Ружбахи або Вишне Ружбахи (словац. Vyšné Ružbachy) — село в Словаччині, Старолюбовняському окрузі Пряшівського краю.
Вперше згадується у 1329 році.
В селі є римо-католицький костел з половини 17 ст. в стилі бароко.

## Географія
Розташоване в північно-східній частині Словаччини в Спиській Магурі, у долині Ружбашського потока, недалеко кордону з Польщею. Протікає Залажний потік.
Над селом знаходиться курортна зона з парком, де лікують нервові хвороби, депресії, кровний тиск. Туристичними атракціями є термальний басейн та гірськолижна база «Скіпарк».

## Населення
| Рік:            | 1994. | 2004.    | 2014.   | 2024.   |
| --------------- | ----- | -------- | ------- | ------- |
| Кількість осіб: | 1164  | 1296     | 1403    | 1443    |
| Різниця:        |       | +11,34 % | +8,25 % | +2,85 % |

| Рік:            | 2023. | 2024.   |
| --------------- | ----- | ------- |
| Кількість осіб: | 1420  | 1443    |
| Різниця:        |       | +1,61 % |

В селі проживає 1337 осіб.
Національний склад населення (за даними останнього перепису населення — 2001 року):
- словаки — 98,41 %
- чехи — 0,32 %
- українці — 0,24 %
- угорці — 0,24 %
- поляки — 0,24 %
- русини — 0,08 %

Склад населення за приналежністю до релігії станом на 2001 рік:
- римо-католики — 94,60 %,
- греко-католики — 3,65 %,
- протестанти — 0,08 %,
- православні — 0,08 %,
- не вважають себе віруючими або не належать до жодної вищезгаданої церкви- 1,43 %